# تاکویا یوکویاما
تاکویا یوکویاما (انگلیسی: Takuya Yokoyama؛ زادهٔ ۲۹ ژوئن ۱۹۸۵) بازیکن فوتبال اهل ژاپن است.
از باشگاه‌هایی که در آن بازی کرده‌است می‌توان به باشگاه فوتبال اوراوا رد دیاموندز اشاره کرد.